# زارا مالیورانو
زارا مالیورانو (به لاتین: Zara Maliorano) یک منطقهٔ مسکونی در ماداگاسکار است که در آتسیمو-آتسینانانا واقع شده‌است. زارا مالیورانو ۵۶۵ متر بالاتر از سطح دریا واقع شده‌است.